# Ozymandias
Ozymandias  je sonet, jehož autorem je anglický romantický básník Percy Bysshe Shelley. Poprvé byl publikován 11. ledna 1818 v časopise The Examiner. Báseň byla zahrnuta v Shelleyho sbírce Rosalind and Helen, také pak v básnické sbírce z roku 1826, která byla vydána až po jeho smrti.
Shelley tuto báseň napsal během svého přátelského autorského soupeření s dalším anglickým básníkem, Horacem Smithem. Oba autoři napsali báseň o egyptském faraonovi Ramessesem II. pod názvem Ozymandias, což byl řecký překlad jména tohoto panovníka. Shelleyho sbírka prozkoumává zdánlivě ničivé působení času, který může zapříčinit zapomnění i těch nejvýznamnějších lidských osudů.

## Původ

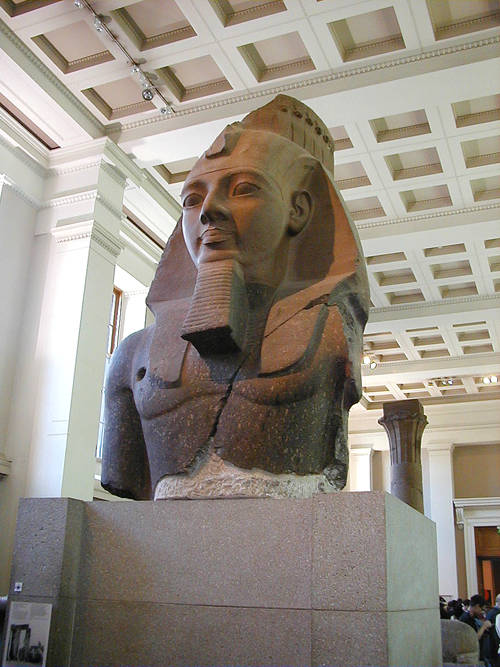
Fragment sochy v Britském muzeu známý jako „Younger Memnon“

Shelley začal psát báseň „Ozymandias“ v roce 1817, když se očekával příjezd „Younger Memnon“, fragmentu sochy torza a hlavy Ramessese II, kterou objevil italský archeolog Giovanni Battista Belzoni v Ramesseumu., zádušním chrámu Ramessese II v Thébách. Ačkoliv „Younger Memnon“ nedorazil do roku 1821 do Londýna, a Shelley tak pravděpodobně sochu nikdy neviděl,  reputace fragmentu sochy v západní Evropě předcházela její očekávaný příjezd. Evropské pokusy a o získání 6,58 tun vážícího fragmentu byly učiněny již v roce 1798, když se ho Napoleonova expedice neúspěšně pokusila získat.
Shelley, který ve své práci Queen Mab z roku 1813 zkoumal podobná témata, byl ovlivněn knihou Les Ruines, ou méditations sur les révolutions des empires (Ruiny aneb průzkum revolucí říší) od Constantina Françoise de Chassebœufa, která byla poprvé v anglickém překladu publikována v roce 1792.

## Vydání a vlastní text

### Vydání
Spisovatel Horace Smith strávil vánoční svátky let 1817-1818 s Percym a Mary Shelleyovými. V této době se členové jejich literárního kroužku občas vzájemně vyzývali. Pořádali soutěže v psaní sonetů na společné téma: Shelley, John Keats a Leigh Hunt například napsali v rámci soutěžení všichni sonety o Nilu. Shelley i Smith si vybrali úryvek ze spisu řeckého historika Diodóra Sicilského v díle Bibliotheca historica, který popisoval mohutnou egyptskou sochu a citoval její nápis: „Král králů, Ozymandias jsem já. Chce-li někdo vědět, jak jsem veliký a kde ležím, ať mě v mém díle překoná.“ V Shelleyho básni se Diodorus stává „cestovatelem z antické země.“
Shelley napsal báseň kolem Vánoc 1817 –  buď v prosinci téhož roku, nebo začátkem ledna 1818. Báseň byla otištěna v týdeníku The Examiner, který vydával v Londýně Leighův bratr John Hunt. Ten Shelleyho poezii obdivoval. Kromě této vyšlo v The Examiner mnoho jeho dalších prací, například The Revolt of Islam. 

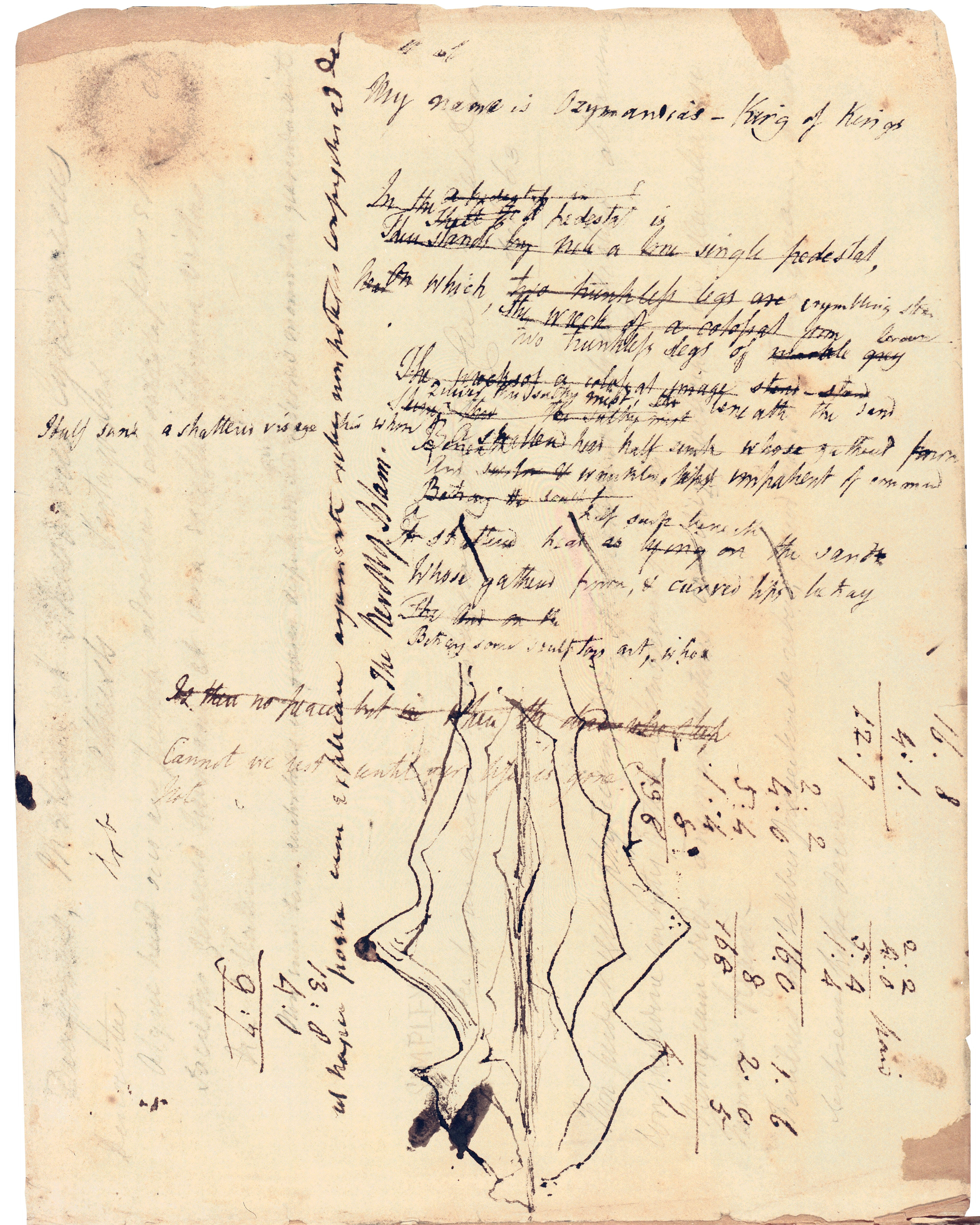
Shelleyho koncept básně z roku 1817, Bodleyova knihovna.

Shelleyho báseň vyšla 11. ledna 1818 pod pseudonymem „Glirastes“, což znamenalo „milovník plchů“. Domácky totiž říkal „dormouse“ své manželce, spisovatelce Mary Shelleyové. Smithův stejnojmenný sonet vyšel o několik týdnů později. Shelleyho báseň se objevila v ročence na straně 24 pod Original Poetry. Znovu se objevila v Shelleyho sbírce Rosalind and Helen, A Modern Eclogue; with Other Poems z roku 1819, která byla znovu vydána v roce 1876 pod názvem „Sonet“. Ozymandias“ od Charlese a Jamese Ollierových a v roce 1826 ve sbírce Miscellaneous and Posthumous Poems of Percy Bysshe Shelley od Williama Benbowa. Obě vyšly Londýně.

### Původní text
I met a traveller from an antique land

Who said: Two vast and trunkless legs of stone

Stand in the desart. Near them, on the sand,

Half sunk, a shattered visage lies, whose frown,

And wrinkled lip, and sneer of cold command,

Tell that its sculptor well those passions read

Which yet survive, stamped on these lifeless things,

The hand that mocked them and the heart that fed:‘

And on the pedestal these words appear:‚

"My name is Ozymandias, King of Kings:

Look on my works, ye Mighty, and despair!"

No thing beside remains. Round the decay

Of that colossal wreck, boundless and bare

The lone and level sands stretch far away.

(Percy Bysshe Shelley, 1818)

### Český překlad
Já potkal chodce z končin prastarých,

ten děl: „Bez trupu nohy kamenné

ční v poušti, v písku blízko vedle nich

tlí rozbitá tvář, čelo svraštěné,

rty šklebné, v nichž se chladný povel mih’,

dí: ‚Sochař uměl čísti vášní vření,

jež vryty v mrtvou hmotu žijí dál

než hruď, jich zdroj, než dlaň, jich provedení.‘

A na podstavci slova ta jsem čet’:‚

Jsem Ozymandias, jsem králů král,

má díla, Mocní, vizte a v prach hned!‘

Nic po stranách víc nezbylo, jen kolem

té trosky obrovské, kam stačil hled,

se písek vlnil v obzor dlouhým polem.“

(Vrchlického překlad básně, 1901)

## Analýza a interpretace
Shelleyho „Ozymandias“ je sonet napsaný ve volném jambickém pentametru, ale s netypickým rýmovým schématem,  které porušuje pravidlo italského sonetu, že mezi oktávou (osmiverším) a sextetou (šestiverším) nemá být žádná rýmová vazba.
Dvěma tématy básně „Ozymandias“ jsou nevyhnutelný úpadek vládců a jejich arogance. V básni se navzdory faraonovým velkolepým ambicím ukázalo, že moc je pomíjivá.
Rýmové schéma odráží vzájemně se prolínající příběhy čtyř vypravěčských hlasů básně, kterými jsou její „já“, „poutník“ (příklad autora cestopisné literatury, s jehož díly by se Shelley setkal), „architekt“ sochy a samotný subjekt sochy.  Rámování básně „Potkal jsem poutníka (který...)“ je příkladem vypravěčského prostředku „bylo nebylo“.

## Přijetí
Báseň je často označována za Shelleyho nejznámější dílo a bývá řazena mezi jeho nejlepší,  i když se někdy považuje za netypickou pro jeho poezii. V článku v časopise Alif je „Ozymandias“ citován jako „jedna z největších a nejslavnějších básní v anglickém jazyce“.  Stephens se domníval, že Shelleyho vytvořený Ozymandias dramaticky změnil názor Evropanů na krále. Donald P. Ryan napsal, že „Ozymandias“ „ční nad“ mnoha jinými básněmi napsanými o starověkém Egyptě, zejména o jeho pádu, a popsal sonet jako „krátký, pronikavý komentář k pádu moci“.
„Ozymandias“ byl zařazen do mnoha básnických antologií, zejména do školních učebnic, jako je například GCSE English Literature Power and Conflict Anthology, kde je často zařazován pro svou zdánlivou jednoduchost a relativní snadnost, s jakou si jej lze zapamatovat. Několik básníků, například Richard Watson Gildea a John B. Rosenma, napsalo básně s názvem „Ozymandias“ jako reakci na Shelleyho dílo.
Vliv této básně lze nalézt i v dalších dílech, například v díle Na větrné hůrce Větrné hůrce od Emily Brontëové. Byla přeložena do ruštiny, jelikož Shelley byl v Rusku vlivnou osobností.
Čtrnáctá epizoda páté série seriálu Breaking Bad se jmenuje „Ozymandias“. Tématem a motivy je tato epizoda podobná právě Shelleyho básni, jelikož právě zde zde definitivně upadá kdysi velké drogové impérium hlavního hrdiny, Waltera Whitea. Bryan Cranston, který ztvárnil postavu Whitea, přečetl celou báseň v upoutávce na závěrečné díly seriálu.
Adrian Veidt, známý také jako Ozymandias, je hlavním antagonistou v komiksu Watchmen od spisovatele Alana Moora, výtvarníka Davea Gibbonse a koloristy Johna Higginse z roku 1986. Shelleyho báseň navíc slouží jako epigraf jedné z kapitol.
Woody Allen použil termín „ozymandiovská melancholie“ ve svých filmech Vzpomínky na hvězdný prach a Do Říma s láskou.
Báseň je citována postavou umělé inteligence Davidem ve filmu Vetřelec: Covenant, který předpovídá úpadek a zánik lidské říše. Dílo je také zmíněno v písni Joanny Newsom „Sapokanikan“.
Ozymandias gilberti, obří fosilie ryby z období miocénu, byla pojmenována Davidem Starrem Jordanem jako odkaz na báseň.
Ozymandias je název lodi v upírském románu Sen Ockerwee (Favre dream) z roku 1982 od amerického autora George R. R. Martina. 